# Rue Saint-Antoine
Rue Saint-Antoine je ulice v Paříži. Nachází se ve 4. obvodu v centru čtvrti Marais.

## Poloha
Ulice leží v srdci čtvrtě Marais a tvoří jeho hlavní komunikační tepnu, kde se kříží s několika dalšími důležitými ulicemi této čtvrti, jako jsou Rue Saint-Paul, Rue de Turenne, Rue de Birague (vedoucí na Place des Vosges) nebo Rue Beautreillis. Ulice vede od Place de la Bastille a končí částečně u křižovatky s ulicí Rue de Sévigné a definitivně s ulicí Rue de Fourcy. Ulice je orientována z východu na západ a je součástí hlavní osy, která od stanice metra Saint-Paul pokračuje dál na západ jako Rue de Rivoli až na Place de la Concorde. Na východ od Place de la Bastille osa pokračuje jako Rue du Faubourg-Saint-Antoine.

## Název
Své jméno získala proto, že vedla z města směrem k opatství Saint-Antoine-des-Champs, přeměněnému v roce 1790 na nemocnici Saint-Antoine.

## Historie
Ulice odpovídá staré římské cestě do města Melun. Její současné jméno se začalo objevovat na konci 12. století. V té době nechal Filip II. August vybudovat nové městské hradby. Ulice se nacházela mimo ně. Ve středověku se Rue Saint-Antoine stala prestižní ulicí, z důvodu blízkosti královských paláců Saint-Pol a Tournelles.
2. října 1865 vyšlo nařízení zkracující ulici Rue Saint-Antoine. Úsek mezi ulicemi Rue des Barres a Rue de Fourcy byl přejmenován na Rue François-Miron.

## Významné stavby
- Temple du Marais (dříve kostel Sainte-Marie)
- kostel Saint-Paul-Saint-Louis
- Hôtel de Sully
- Hôtel de Mayenne